# Idioma ro
Ro es una lengua construida a priori creada por el reverendo Edward Powell Foster, a partir de 1904. En Ro, las palabras se construyen utilizando un sistema de categorías. Por ejemplo, todas las palabras que empiezan por "bofo-" significan los colores, la palabra para el rojo es "bofoc", y el amarillo es "bofof". Foster no se limitó a tratar de diseñar un mejor lenguaje en general, sino para optimizar su lenguaje en un criterio de diseño: reconocibilidad de palabras desconocidas. Foster escribió sobre Ro:

Ro no comenzó con el intento de rivalizar o suplantar a cualquier otra lengua, ya sea natural o artificial, ni fue sugerida por alguno de ellos.

Inesperadamente me vino un pensamiento:. "Qué extraño es que no hay nada en la apariencia de una palabra escrita o impresa que le da el más mínimo indicio de su significado ¿Por qué una palabra no puede ser una imagen? Una palabra nueva, nunca antes vista entonces, puede transmitir, al menos, algún significado para el ojo, como seria ver un cuadro por primera vez."

Después de trabajar en la lengua durante unos dos años, Foster publicó el primer libro sobre Ro en 1906. La publicación de revistas Ro con el apoyo de varios patrocinadores estadounidenses, especialmente de la zona de Marietta, Ohio, incluyendo a Melvil Dewey, inventor del Sistema Dewey de clasificación (otro intento de categorizar el conocimiento humano), el vicepresidente Charles Gates Dawes, George White, que mencionado el Ro en el Congressional Record, y Alice Vanderbilt Morris de la IALA. Varios libros más sobre el Ro de Foster y su esposa aparecieron en sus últimos años, en fechas tan tardías como 1932.
Una crítica común del Ro es que puede ser difícil saber la diferencia entre dos palabras, por lo general una consonante hace que dos palabras sean diferente en significado, pero aún lo suficientemente similar para que el significado deseado a menudo no se puede adivinar por el contexto. Esta característica es común entre las lenguas filosóficas, que se caracterizan por un vocabulario desarrollado taxonómicamente, independientemente de las lenguas naturales. Las lenguas a posteriori, como el esperanto y la interlingua, son más populares que el tipo a priori, tal vez en parte porque su vocabulario familiar hace que sean fáciles de aprender y reconocer. Por el contrario, las lenguas a priori se ven como más neutral, porque hay tantas lenguas y raíces de palabras usadas en diferentes idiomas que las hacen completamente diferentes.
El solresol era una de las primeras lenguas de clasificación mediante el uso de un conjunto de símbolos pequeños, logrado una distinción más fácil. Ha habido un par de intentos más recientes para diseñar una lengua a lo largo de líneas similares, como el Ygyde y la Babm, de desarrollo japonés, pero los autores de idiomas construidos posteriormente han evitado este diseño taxonómico o jerárquico por las razones mencionadas anteriormente.